# Hans Ostl
Hans Ostl (* 1922 oder 1923; † 1998 in Stralsund) war ein deutscher Journalist.
Hans Ostl kam 1946 zur Rhein-Neckar-Zeitung in Heidelberg und war zunächst Redaktionsassistent. Von 1976 bis 1987 war er deren Chefredakteur.
1983 wurde er mit dem Verdienstkreuz am Bande der Bundesrepublik Deutschland geehrt.